# Комитет по поощрению добродетели и удержанию от порока (Саудовская Аравия)
Комитет по поощрению добродетели и удержанию от порока (араб. هيئة الأمر بالمعروف والنهي عن المنكر‎‎; также кратко араб. هَيْئَة‎ —  «Комитет»‎) — государственная правительственная организация в Саудовской Аравии, целью работы которой является содействие исполнению законов шариата в теократическом исламском Королевстве.

## Деятельность комитета
Комитет управляет Шариатской гвардией королевства, то есть религиозной полицией нравов и имеет право выносить фетвы (заключения по любым вопросам), обязательные для исполнения всеми государственными органами и гражданами королевства.
В подчинении Комитета находится около 3500 представителей религиозной полиции (мутаввиин) и многочисленные добровольцы, постоянно патрулирующие улицы, торговые центры и другие общественные места и следящие за внешним видом и одеждой населения (особенно женщин); строгим разделением мужчин и женщин, не находящихся в родстве; соблюдением шариатской морали и любыми отношениями между полами (такими как совместное времяпрепровождение, развратное поведение, проституция, добрачные, внебрачные и гомосексуальные связи; порнография); соблюдением запрета на прозелитизм со стороны представителей любых других религий кроме ислама; поведением на увеселительных мероприятиях; соблюдением запрета на употребление свинины, алкоголя и наркотиков; соблюдением правил и времени молитвы и другими особенностями поведения, которые могут нарушать, по мнению Комитета, исламские предписания и нормы так, как они интерпретируются в Саудовской Аравии. Часто представителей комитета вызывают на место преступления бдительные граждане по широко известным всем телефонам. Комитет также располагает собственным сайтом в интернете.
Сотрудники шариатской гвардии (полиции) носят бороды и головные платки без икаля.
До 2007 года мутаввиин обладали широчайшими полномочиями с правом ареста и допроса виновных. В настоящее время аресты в основном производятся с помощью гражданской полиции, которая нередко сопровождает патрули мутаввиин. Тем не менее и после лишения их части прав и рекомендации ограничиваться словесными внушениями и разъяснительными беседами, в СМИ периодически появляется информация о превышении ими своих полномочий. В настоящее время сотрудники полиции имеют право останавливать граждан и транспортные средства, требовать предъявления документов, ответов на все вопросы и не давать со своей стороны никакого объяснения своим действиям.
В 2010 году сотрудники религиозной полиции Саудовской Аравии привлекли к ответственности более 250 тысяч человек.
Председателем Комитета в настоящее время (2013 год) является шейх Абдуль-Латиф ибн Абдуль-Азиз Аль аш-Шейх.